# ローライダー・バイシクル

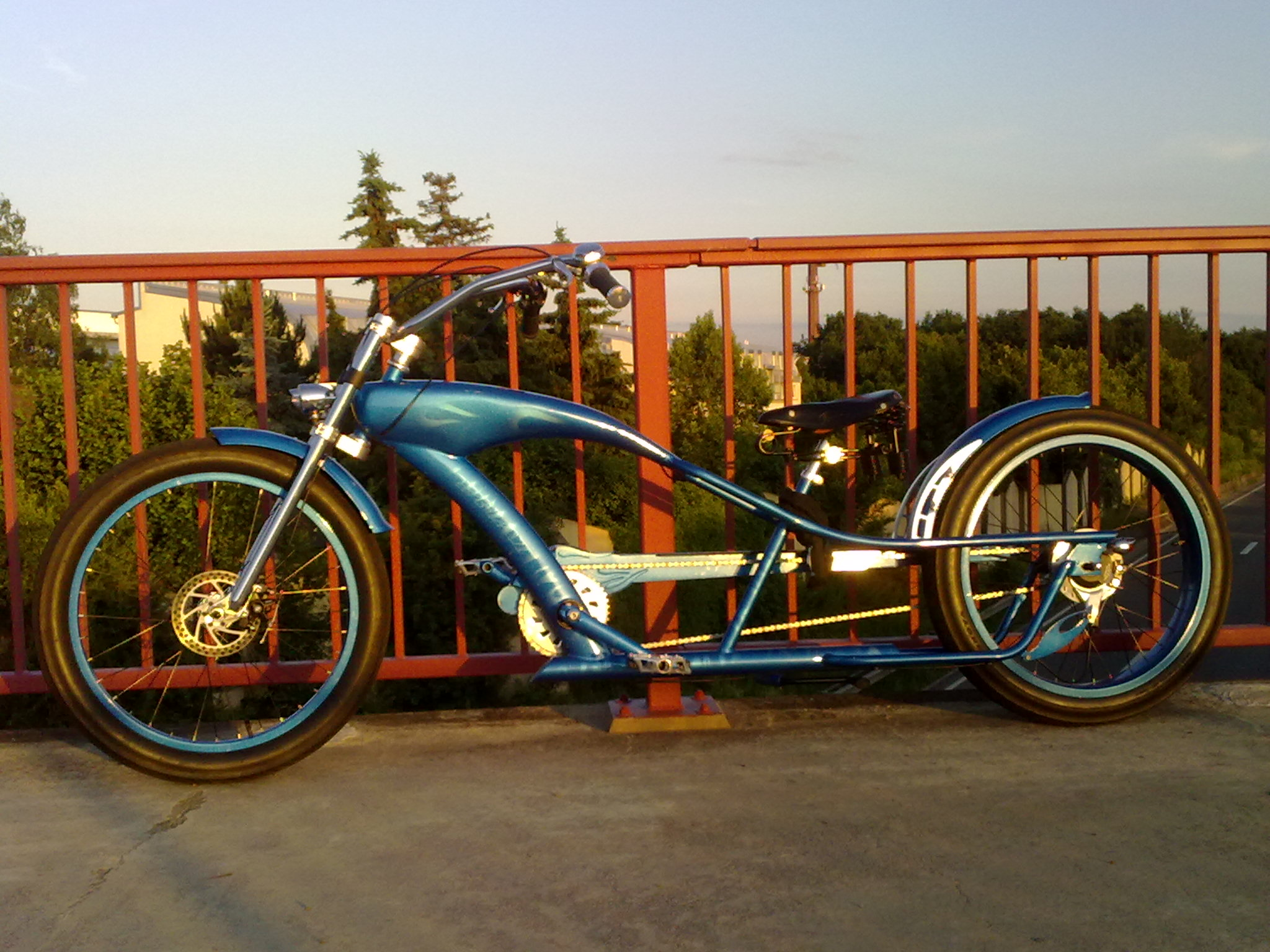
ローライダー・バイシクル
(Phat-Cycles製のモデル Superstretch)

ローライダー・バイシクル（英語：lowrider bicycle）とは主に古いアメリカ製の自転車（アメリカ製以外の車の場合もある）をカスタムした自転車、及びそのカスタムを行う者のこと。またそれに付随するチカーノから発祥した文化を指す。ローチャリとも呼ばれている。

## 起源

### アメリカにおける発祥
アメリカ西海岸において、1963年に発売された Schwinn Sting-rayが、当時の子供達に爆発的な人気を誇るヒット商品となる。
Schwinn Sting-rayは発売当初から、カスタムカルチャーを視野に入れた設計で制作されていた。
それは、様々なカスタムパーツの販売、パーツの組み替えを子供でも容易に行なえるようにした事である。
ヒット商品の背景として、当時はカスタムカルチャーによる、チョッパーバイクやトラッカーバイクなどのブレイクによるものが大きい。
上記の事からも分かる通り、当時の流行でもあり、発売当初のカスタムの主流はチョッパースタイルであった。
1960年代を振り返った、Teen Angelsのイラストを見る事によっても理解できる。
1970年代に入ると、BMXの出現によりSchwinn Sting-ray人気にも陰りが見えはじめる。
BMXの世界的ヒットの陰で、Schwinn Sting-rayの中古車両を安価で購入できる事も伴い、メキシコ系移民（いわゆる「チカーノ」と呼ばれる人々）がカスタムを始めたとされる。
そのチカーノがカスタムしたとされる仕様の中でも目につくのが、26インチ用フォークを曲げて作製されたOGフォークや、16インチ用のクランクを使用した、出来る限り車高を下げたローダウンカスタムである。
それはまさにチカーノカルチャーを代表するローライダーの姿であった。

### 日本への導入
1980年代の第一次ローライダーブームの時に、神奈川県や愛知県などのローライダーを専門とするカスタムショップや、個人による輸入によってごく少数の個体が入ってきたとされる。